# 유니버설 발레단
유니버설 발레단은 대한민국에서 1984년에 설립된 사립 발레단이며 유니버설 아트센터에 상주하고 있다. 리틀엔젤스예술단, 선화예술학교, 선화예술고등학교와 밀접한 관계를 가지고있다.

## 예술 감독
- 1대: 에드리엔 델라스
- 2대: 다니엘 레반스
- 3대: 로이 토비아스
- 4대: 브루스 스타이블
- 5대: 올레그 비노그라도프
- 6대: 유병헌

## 공연
1986년부터 매년 12월마다 호두까기 인형을 공연하고 있어 국내 최장 공연을 기록하고 있다. 2011년 3월에 시즌 첫 공연인 돈 키호테를 성공적으로 마쳤으며 한국창작발레인 심청의 다섯개국 해외 공연으로 올해는 국내 공연이 많이 예정되어있지 않다.

## 교육
서울특별시 광진구 구의동과 서초구 반포동에 두 개의 발레 아카데미를 운영하고 있다. 연령과 배우는 목적에 따라 다양한 클래스를 선택할 수 있는 것이 장점이며 아카데미와는 별도로 발레 스쿨도 운영하고 있다.